# Bootleg

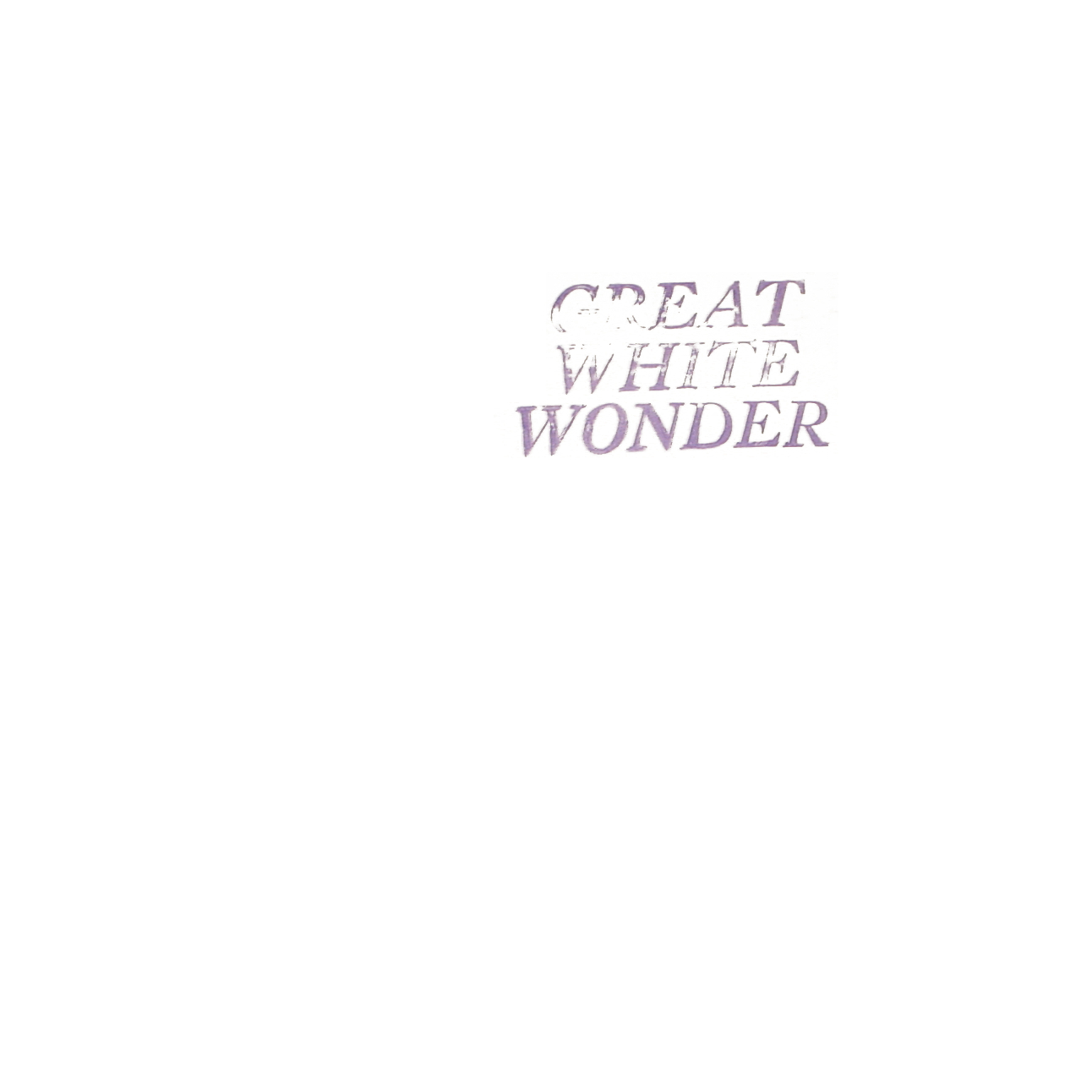
Okładka bootlegu Great White Wonder Boba Dylana (1969)

Bootleg, butleg – nagranie muzyczne rozpowszechniane zazwyczaj bez zgody autora; nagranie pirackie. Istnieją także oficjalne bootlegi, czyli nagrania koncertowe autoryzowane przez artystę lub grupę i będące w normalnej sprzedaży.
Do określenia nielegalnych nagrań z koncertów używa się także terminu ROIO (ang. recordings of indeterminate origin, czyli nagrania o nieokreślonym pochodzeniu).

## Termin
Geneza wyrazu wywodzi się z czasów amerykańskiej prohibicji alkoholu w latach 20. i 30. XX wieku, gdzie mianem „bootleg” określano alkohol wyrabiany bez zezwolenia i jakiejkolwiek kontroli państwa przez bary, nielegalne kluby lub miejsca, gdzie można było ów alkohol nabyć. Słowo bootleg pochodzi od zwyczaju ukrywania piersiówek z nielegalnym alkoholem w cholewkach butów.
Słowo bootlegging odnosiło się natomiast do procesu przelewania nielegalnego alkoholu do butelek (butelkowanie), w których był on rozprowadzany dalej. 

## Rodzaje bootlegów
Bootlegi pochodzą najczęściej z nielegalnych nagrań w czasie koncertów. Mogą to być nagrania różnej jakości, od słabej do  bardzo dobrej, dokonywane za pomocą przenośnych magnetofonów lub kamer wideo przemycanych na koncert, czy  profesjonalne nagrania bezpośrednio z konsoli miksera, dokonywane przez operatorów dźwięku. Rzadziej są to nagrania okazjonalnych transmisji radiowych lub telewizyjnych z koncertów. Bardzo rzadkimi przypadkami są bootlegi tworzone na podstawie taśm kradzionych z archiwów wytwórni płytowych. Mogą to być również wykradzione nagrania z prób (ang. rehearsal) lub nagrania demo.
Dla grup, szczególnie tych z okresu świetności rocka, istnieją olbrzymie katalogi bootlegów, obejmujące niemal wszystkie występy tych grup. W przeszłości wydawane na winylowych płytach lub taśmach magnetofonowych i rozprowadzane kanałami półlegalnymi. W dobie Internetu dystrybucja bootlegów jest znacznie ułatwiona.
Początkowo zjawisko było zwalczane przez artystów i producentów, lecz wobec olbrzymiej skali oraz, jak się okazało, niewielkiej jego szkodliwości, zaprzestano tego. Niektórzy artyści uznali wręcz, że cyrkulacja bootlegów jest dobrym sposobem promocji ich muzyki oraz miarą popularności ich twórczości.
Nagrania dokonane podczas koncertów bardzo często stają się pamiątką z danego koncertu. A te zarejestrowane, np. z radia czy telewizji,  są czasami także wykupywane od kolekcjonerów przez zespoły, jeżeli nie posiadają one danego nagrania w swoich archiwach (lub nigdzie  indziej) i np. planują ich wydanie w formie oficjalnej.
Wydawane bootlegi z koncertów są nieraz jedynym źródłem zawierającym rejestrację pewnych wyjątkowych wydarzeń muzycznych, co poszerza wiedzę o danym wykonawcy. Klasycznym przykładem są tu nagrania Charliego Parkera i Hanka Williamsa. Ich najważniejsze nagrania zostały zarejestrowane na taśmach magnetofonowych przez kogoś spoza firmy nagraniowej. Dla fanów Elvisa Presleya zapewne najważniejszym bootlegiem jest album rejestrujący jedyny koncert Elvisa pomiędzy 1957 a 1969 r. nagrany na pokładzie MSS „Missouri” w 1961 r.
Z czasem też zaczęto wydawać tzw. oficjalne bootlegi (ang. official bootlegs). Były to nagrania koncertowe autoryzowane przez artystę lub grupę i będące w normalnej sprzedaży. Od albumów z muzyką koncertową (live) różniły się brakiem obróbki i miały bardziej surowe brzmienie.
Za pierwszy bootleg uchodzi album Boba Dylana znany jako Great White Wonder. Jednym z pierwszych, jeśli nie pierwszym oficjalnym bootlegiem (choć tak nie tytułowanym), był album The Beatles z ich występów w Hamburgu, zanim jeszcze stali się sławną grupą.

## Historia bootlegów
Za pierwszy bootleg uchodzi album Boba Dylana Great White Wonder. Został on wydany przez grupę fanów Dylana z Los Angeles. Ich inspiracją były niewydane piosenki Dylana „This Wheels on Fire” i „Mighty Quinn”, które zostały nagrane przez brytyjskie grupy Julie Driscoll, Brian Auger & the Trinity i Manfred Mann, oraz taśmy z zawierającego 14 utworów pokazowych (demo) firmowego acetatu.
Zestawili oni 7 piosenek z powyższego źródła i uzupełnili je mieszaniną innych niewydanych utworów: wszystko to wypełniło dwie długogrające płyty. Analogowy album był firmowany przez „No Question Asked”; nakład wynosił 2000 egzemplarzy. Ukazał się on w chwili, gdy został wydany oficjalny album Dylana Nashville Skyline, sprzedający się bardzo słabo, źle przyjęty przez krytykę, gdyż prezentował nagrania w stylu country. The Great White Wonder celował w najbardziej fanatycznych akolitów Dylana i odniósł niebywały sukces.
Został on zauważony przez najpoważniejsze magazyny od Rolling Stone'a do Wall Street Journal. Tygodnik Entertainment Weekly prorokował, że bootleg ten zmusi firmy nagraniowe do przeszukiwania swoich archiwów i wydawania znalezionych i znaczących nowych materiałów, które staną się legalnie dostępne. 
W odpowiedzi na ten bootleg Columbia wydała także dwupłytowy album Self Portrait gromadzący niewydany materiał zebrany z najróżniejszych źródeł: nagrań koncertowych, niewydanych nagrań studyjnych, porzuconych projektów wydawniczych.
Do 1970 r. zarówno The Rolling Stones jak i The Beatles znaleźli się w gronie zaledwie kilku grup, których bootlegi pojawiły się na rynku.
Szczególną rolę odegrał bootleg z koncertu Johna Lennona z Plastic Ono Band w Toronto we wrześniu 1969. Po kilku tygodniach po wydaniu tego bootlegu, firma Apple zdecydowała się na wydanie nagrań z tego koncertu na oficjalnym albumie Live Peace in Toronto. Okładkę do niego zaprojektował sam Yves Klein. Wydanie tego albumu zasygnalizowało niezwykłą potęgę bootlegów; zmusiły one firmę do błyskawicznego wydania koncertowej płyty zaledwie w trzy miesiące po koncercie. Gdyby nie bootlegi, album ten w ogóle by się nie ukazał.
Do tej pory bootlegi traktowano jako niewielkie nakładowo wydawnictwa dla ekscentrycznych fanów, zawierające muzykę, która nie ma żadnej komercyjnej mocy i szans na oficjalne wydanie. Tymczasem olbrzymi sukces oficjalnego wydania Live Peace in Toronto, które znalazło się w Top 10, potwierdził, że bootlegi nie są wielkim biznesem, natomiast nagrania z bootlegów wydane oficjalnie odnoszą olbrzymi sukces komercyjny.
Znakomity bootleg The Rolling Stones LIVEr Than You'll Ever Be zmusił ich firmę nagraniową do wydania albumu Get Yer Ya-Ya’s Out!. Dylan zaczął wydawać szybko albumy ze swoich koncertów, aby ubiec bootlegi i nawet zaznaczył to w tytule podwójnego albumu Before the Flood w 1974 r. (słowo „flood” – powódź, zalew – odnosiło się do „zalewu” rynku przez bootlegi). W rok później wydał również część słynnych nagrań z Woodstock na podwójnym albumie The Basement Tapes. Krążyły one już od jakiegoś czasu na kilkunastu bootlegach; dziś praktycznie wszystkie nagrane wtedy utwory znajdują się na bootlegach. Najważniejszym wydawnictwem zawierającym ponad 100 z tych nagrań jest seria pięciu bootlegów The Genuine Basement Tapes.
Twórcy bootlegów pozostają całkowicie nieczuli na sukcesy komercyjne artystów i grup muzycznych. Nie są bootlegowani muzycy odnoszący sukcesy komercyjne. Głównym adresatem bootlegerów są bowiem „inteligentni” fani; stąd olbrzymia liczba bootlegów Deep Purple, Boba Dylana, Led Zeppelin, Pink Floyd i Patti Smith. Co jakiś czas wydawane są bootlegi rozwiązanej w 1982 r. awangardowej grupy Captain Beefheart and His Magic Band...

## Terminy pokrewne
Z bootlegiem związane są dwa inne terminy: płyta piracka i fałszywka.
- Płyta piracka (ang. pirate recording) jest wydawnictwem całkowicie nielegalnym. Polega na skopiowaniu komercyjnej płyty (ale także filmu, książki itd) i opublikowaniu jej czyli jest to pogwałcenie m.in. praw autorskich.
- Fałszywka (ang. counterfeit) jest z kolei np. zestawieniem nowej zawartości płyty (nowy wybór komercjalnych utworów) i np. opakowaniem płyty w naśladującą oryginał okładkę. Jest to naśladownictwo; nie dotyczy to w ogóle bootlegów, a i wydawnictwa pirackie także tego nie stosują.

Każda fałszywka jest więc płytą piracką, ale nie każda płyta piracka jest fałszywką.

## Wady bootlegów
Na rynku znajduje się olbrzymia liczba albumów-bootlegów; niektóre z nich są znakomite, zarówno jeśli chodzi o poziom nagrania, jak i ich zawartość. Jest także grupa płyt, które są albo tylko składankami z różnych albumów, albo ich jakość pozostawia wiele do życzenia. Są one nieraz nagrywane z różnych źródeł i ich częstymi wadami (poza kiepskim dźwiękiem) są: 
1. różna prędkość tych samych utworów – różnice sięgają nieraz kilkudziesięciu sekund.
2. błędy w tytułach i opisach, literówki, itp. (zdarzają się i na najlepszych płytach)
3. błędnie zatytułowane utwory (głównie te mniej znane)
4. niektóre koncerty doczekały się kilku bootlegów, z których każdy:
  - nosi inny tytuł, ma inną okładkę, itd.
  - może różnić się liczba utworów (koncert może być nagrany w całości lub może brakować, np. jednego utworu)
  - może zawierać cały koncert, łącznie z interakcją z publicznością lub tylko wypreparowane utwory nagrane jeden po drugim
  - może różnić się jakością, czyli po prostu może nie być nagrany z oryginalnej taśmy, tylko już z dość odległego źródła
  - może być mono lub stereo

Aby lepiej uzmysłowić punkt pierwszy: oto prędkości utworu „Nowadays a Woman's Gotta Hit a Man” grupy Captain Beefheart and His Magic Band z tego samego koncertu nagranego na czterech różnych płytach – trzech bootlegach i jednej oficjalnej.
- The New York Hot Dog Night (bootleg) – 5:37
- Live at My Father's Place (bootleg) – 4:46
- Captain, My Captain (bootleg) – 4:35
- I'm Going to Do What I Wanna Do (oficjalny) – 5:07 (właściwy czas).

Czyli mniej więcej każda minuta utworu, to około 5 sekund różnicy.
Bootlegi są produkowane wyłącznie dla fanów danego muzyka czy zespołu, zwłaszcza takich, którzy zbierają wszystkie nagrania danego artysty, niezależnie od ich jakości.